# 盐效应蒸馏
盐效应蒸馏 ，实践中又称作“加盐蒸馏”，是一种萃取蒸馏的方法，其中将盐溶解在待蒸馏的液体混合物中。盐作为分离剂的作用是通过提高混合物的相对挥发度以及破坏可能形成的共沸物来实现的。这有助于更容易地进行分离. 

## 情景
盐以恒定的速率通过添加到蒸馏塔顶部的回流流中，被供给到蒸馏塔中。它在液相中溶解，由于它是非挥发性的，因此随着更重的底部流出。底部流部分或完全蒸发，以回收盐以便再次使用。

## 应用
萃取蒸馏与普通的分馏相比更昂贵，主要是由于与分离剂的回收相关的成本。盐效应蒸馏相对于其他种类的共沸物蒸馏的一个优点是潜在的能源使用成本较低。此外，盐离子对待蒸馏的混合物的挥发度具有比其他液体分离剂更大的影响力。商业上使用盐效应蒸馏包括将硝酸镁添加到硝酸的水溶液中以进一步浓缩它。将氯化钙添加到丙酮-甲醇和水-异丙醇混合物中，以促进分离。